# Język arkuszy stylów
Język arkuszy stylów jest językiem służącym do opisu formy prezentacji dokumentu o uporządkowanej strukturze. Taki dokument ma przejrzyście zdefiniowane i rozgraniczone sekcje. Program odpowiedzialny za prezentację dokumentu może przedstawić go w różny sposób, w zależności od użytego arkusza stylów. Obecnie, powszechnie używanym językiem arkuszy stylów o szerokim zastosowaniu jest CSS (ang. Cascading Style Sheets), pozwalający na opisanie wyglądu dokumentów napisanych w HTML, XHTML, SVG, XUL, XML, oraz innych językach znaczników. Do jednego dokumentu może być przypisanych wiele arkuszy stylów, dzięki czemu treść może być prezentowana na różne sposoby.
Aby treść dokumentu mogła zostać przedstawiona w należyty sposób niezbędne jest zastosowanie zestawu zasad stylistycznych, takich jak np. kolor, czcionka lub układ treści. Kompletny zestaw reguł dla danego dokumentu nazywany jest arkuszem stylów. W formie dokumentu pisanego arkusze stylów od dawna były używane przez edytorów i poligrafów do określenia reguł prezentacji, pisowni oraz interpunkcji. W publikacjach elektronicznych arkusze stylów są głównie wykorzystywane w celu dokładnego określenia wyglądu dokumentu pod względem wizualnym, nie przywiązując wagi do innych aspektów dokumentu takich jak interpunkcja czy ortografia.

## Składnia arkuszy
Wszystkie języki arkuszy stylów mają ujednoliconą strukturę, której elementy można podzielić na sześć kategorii:
SkładniaJęzyk arkuszy stylów potrzebuje uporządkowanej składni, aby mógł być zrozumiały dla komputera. Dla przykładu, poniżej przedstawiony jest prosty arkusz stylów napisany przy użyciu składni CSS:h1 { font-size: 1.5em }

SelektorySelektory określają, na które elementy ma wpływ pojedyncza reguła w arkuszu stylów. Selektory są łącznikiem pomiędzy strukturą dokumentu a regułami stylów zawartymi w arkuszu stylów. W przykładzie powyżej, selektor "h1" wybiera wszystkie elementy h1 w dokumencie. Dokładniejsze selektory pozwalają na wybieranie elementów na podstawie kontekstu, atrybutów lub treści.
WłaściwościWszystkie języki arkuszy stylów mają pewien zestaw właściwości elementów, które poprzez nadanie im określonych wartości pozwalają na zmianę pojedynczego aspektu prezentacji danego elementu. W powyższym przykładzie została użyta właściwość CSS "font-size". Popularne języki arkuszy stylów mają najczęściej około 50 właściwości do opisu wyglądu dokumentu.
Wartości i jednostkiWłaściwości zmieniają sposób prezentacji dokumentu poprzez nadanie im pewnych wartości. Wartością może być ciąg znaków, słowo kluczowe, liczba lub liczba z identyfikatorem jednostki. Wartością mogą być również listy lub wyrażenia złożone w z kilku z wyżej wymienionych możliwości. Typową wartością w arkuszu stylu jest długość, przykładowo określona wartością "1.5em". Można tu rozróżnić liczbę (1.5) oraz jednostkę (em). Wartość "em" w CSS odnosi się do rozmiaru czcionki wybranego tekstu. Popularne języki arkuszy stylów posiadają około 10 różnych jednostek.
Mechanizm propagacji wartościAby uniknąć konieczności określania wszystkich wartości dla wszystkich właściwości wszystkich elementów, języki arkuszy stylów posiadają mechanizmy automatycznie propagujące wartości. Głównym plusem propagowania wartości jest mniej rozwlekły arkusz stylów. W przykładzie powyżej, podana jest jedynie wielkość czcionki; inne wartości zostaną określone przez mechanizm propagacji wartości. Dziedziczenie, wartości początkowe i kaskadowe są przykładami mechanizmów propagacji wartości.
Model formatowaniaWszystkie języki arkuszy stylów wspierają pewien model formatowania. Większość języków arkuszy stylów ma wizualny model formatowania, który opisuje jak tekst oraz inne elementy mają zostać wyświetlone w końcowym dokumencie. Na przykład, model formatowania CSS określa, że elementy blokowe (gdzie przykładem może być "h1") wypełniają całą szerokość elementu nadrzędnego.